# Modèle de Nilsson

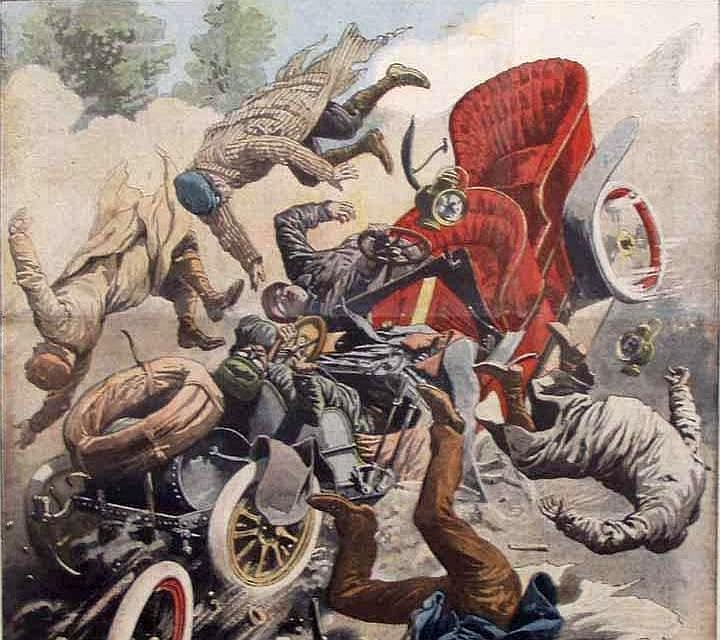
Illustration d'un accident automobile par Eugène Chaperon (date inconnue).

Le modèle de Nilsson (également appelé « modèle de Nilsson-Elvik » ou « modèle puissance de Nilsson ») est une relation empirique estimée à partir de données d’accidentalité routière, qui associe la variation de la vitesse moyenne constatée sur un réseau routier, et celle de l’accidentalité sur ce réseau.
Proposé par Goran Nilsson en 1982, puis affiné par Rune Elvik lors des années 2000, ce modèle est reconnu par des États et des organisations internationales qui l’utilisent dans le cadre de leur politique de sécurité routière, ou pour formuler des recommandations dans ce domaine.

## Historique

### Les travaux de Goran Nilsson
Le 3 septembre 1967, c'est le jour H en Suède : à 5 heures du matin, la circulation routière bascule du côté gauche vers le côté droit de la chaussée. Les autorités publiques imposent dans un premier temps des restrictions de vitesse très fortes (baisse de 40 à 60 km/h selon les types de routes), puis ajustent progressivement ces limitations pendant plus d'une décennie.

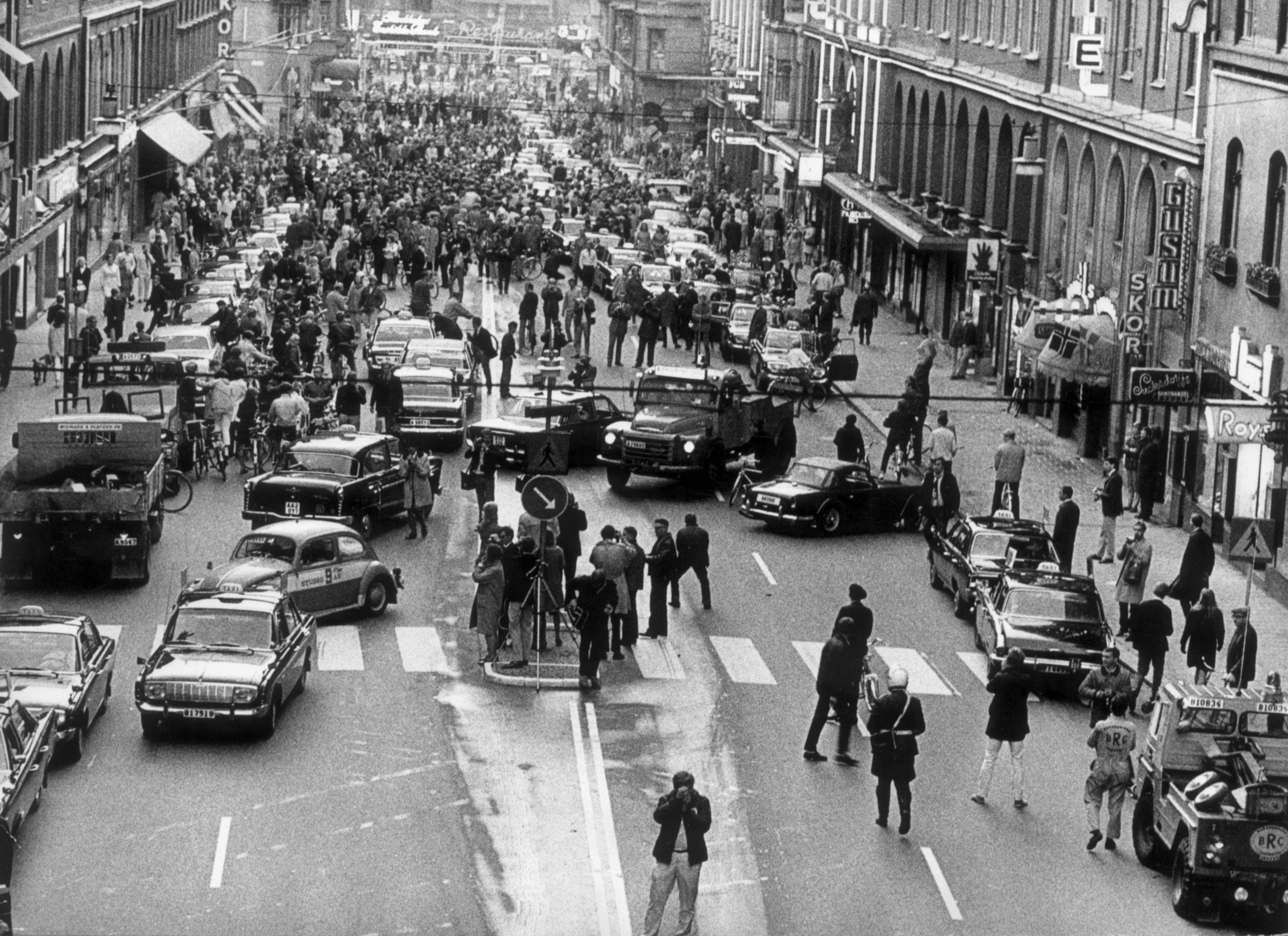
Vue de la rue Kungsgatan à Stockholm, le 3 septembre 1967.

Goran Nilsson, un chercheur de l’Institut national suédois de recherche sur la route et les transports (VTI) se lance dans l’étude statistique des accidents survenus à l’occasion de ces ajustements, hors agglomération. Ses travaux publiés en 1982 débouchent sur une formule mathématique :
{\displaystyle \left({\frac {A2}{A1}}\right)=\left({\frac {V2}{V1}}\right)^{E}}
où A2 et A1 correspondent au nombre d'accidents mesurés après et avant l'ajustement, V2 et V1 à la vitesse mesurée après et avant celui-ci.
Les calculs de Nilsson déterminent les valeurs suivantes de E : 2 pour les accidents recensés, 3 pour les accidents corporels, et 4 pour les accidents mortels.
Lorsque la variation de vitesse est limitée à quelques km/h, cette formule peut être traduite ainsi : une variation de la vitesse de 1 % s'accompagne d'une variation du nombre d’accidents de 2 %, des accidents corporels de 3 % et des accidents mortels de 4 %.

### Confirmation et amélioration par Rune Elvik
Les études cherchant à mesurer le rapport entre vitesse et accident sont très nombreuses dans les années 1980 et 1990. Par exemple, en 1994, une étude est publiée mettant en évidence une relation entre limite de vitesse, vitesse pratiquée et accidents dans différents pays : Danemark, Finlande, Suède, Allemagne, Suisse, États-Unis, Royaume-Uni,.
En 2000, Rune Elvik, de l’Institut d’économie des transports au Centre norvégien de recherche sur les transports (TØI) analyse 98 études internationales et en conclut (travaux publiés en 2004) que le modèle de Nilsson est le plus performant de ceux étudiés, tout en proposant une analyse plus fine (valeur de l'exposant E calculé pour 9 situations différentes).
En 2009, dans une nouvelle publication portant sur 115 études internationales, il obtient de nouveau des valeurs assez proches de celles de Nilsson, pour les accidents, les blessés et les accidents mortels sur routes hors agglomération ou sur autoroutes. Ayant constaté que les valeurs déterminées par Nilsson ne s'appliquent pas en zone urbaine, il introduit le principe de valeurs différentes de E en fonction des réseaux routiers.

## Prise en compte internationale
L’OCDE et l’OMS se réfèrent depuis plusieurs années au modèle de Nilsson pour formuler des recommandations en matière de sécurité routière.
En mars 2018 le FIT affirme de nouveau l’existence d’une relation mathématique entre vitesse pratiquée et accidentalité.
S’appuyant sur des études fournies par 10 pays (Australie, Autriche, Danemark, France, Hongrie, Israël, Italie, Norvège, Suède et États-Unis), il conclut que « la vitesse a une influence directe sur la fréquence et la gravité des accidents. Lorsque les vitesses augmentent, le nombre et la gravité des accidents augmentent de façon disproportionnée. Lorsque les vitesses diminuent, le nombre d’accidents et leur gravité diminuent. Cette relation a été illustrée par divers modèles, notamment le « modèle puissance » de Nilsson ».
Ce rapport reconnaît toutefois des fluctuations dans les résultats qui s'expliquent « en partie par des définitions différentes des accidents corporels entre les pays et un nombre relativement faible d'accidents mortels dans certains des cas étudiés ».
Aux États-Unis, la NHTSA recommande la table suivante,:
Pour des raisons techniques, il est temporairement impossible d'afficher le graphique qui aurait dû être présenté ici.

## Limites
Cette formule mathématique traduirait l’impact de la variation de la vitesse sur la survenue des accidents, et sur leur gravité. La relation entre vitesse et gravité d'un accident s'explique par la formule définissant l'énergie cinétique d'un objet en mouvement (énergie cinétique = 1/2mv2 où m est la masse de l'objet et v sa vitesse de déplacement). Celle entre vitesse et survenue d'un accident est beaucoup plus difficile à mesurer, et aucune étude scientifique n'a encore mis en évidence une relation mathématique entre ces données. Toutefois, des éléments peuvent expliquer l'existence d'une telle relation. La vitesse influe en effet sur la largeur du champ de vision du conducteur, sur la distance de freinage de son véhicule, la maîtrise qu'il en a, et sur le temps dont il dispose pour réagir. Il existe donc un certain consensus pour dire qu'une telle relation existe. Le modèle de Nillson ne différencie pas  survenue et gravité d'un accident. Dérivant de l'analyse de données statistiques, il propose une formule où ces facteurs n'apparaissent pas mais qui présente des limites.

### Durée prise en compte
Le modèle de Nilsson nécessite une élimination statistique d'éléments pouvant perturber les mesures (évolution du trafic, conditions météorologiques exceptionnelles…)  et s’appliquerait donc, pour un réseau routier donné, sur une période de temps limitée, les caractéristiques de ce réseau devant rester assez stables sans que cette durée soit clairement établie.[réf. souhaitée]

### Précision des données
Comme le signale le rapport du FIT daté de 2018, la précision d'un tel modèle reste liée à la qualité des données collectées. Le modèle de Nilsson est par ailleurs sensible à la vitesse initiale (plus la vitesse moyenne de départ est élevée, plus l'exposant E aura une valeur importante) si bien que la même variation de vitesse sur deux réseaux différents, ou sur le même réseau à des dates différentes, n'a pas nécessairement le même effet sur la mortalité routière. Elvik a calculé des tables de valeur de E par gamme de vitesse (travaux menés entre 2009 et 2013).
La valeur de l'exposant E serait en légère décroissance depuis la première formulation de ce modèle, ce qui pourrait correspondre à l'effet de l'amélioration de la sécurité active et passive des véhicules.

### Limite liée à la taille des échantillons
Dans son rapport de 2018 le FIT souligne la limite liée à la taille de certains échantillons. L'expérimentation réalisée en 2015-2016 sur la rocade de Rennes, principalement pour faire baisser la pollution atmosphérique semble ainsi infirmer le modèle de Nilsson : une baisse sensible des vitesses moyennes (de l'ordre de 20 km/h) entraîne une dégradation légère de la sécurité routière (en terme d'accidents corporels, la rocade de Rennes n'enregistrant aucun décès, et étant faiblement accidentogène). Le dossier de presse relatif à cette expérimentation, sans expliquer ce phénomène, évoque une baisse de la dispersion des vitesses et des distances entre véhicules, mais ce constat n'a pas fait l'objet d'une étude plus détaillée et la faiblesse quantitative des accidents doit amener à relativiser ces chiffres (une quarantaine en 7 mois pour un trafic journalier d'environ 200 000 véhicules).

### Limite liée à la dispersion statistique de vitesses
La formule proposée par Goran Nilsson ne prend pas en compte la dispersion des vitesses des véhicules empruntant un réseau routier qui peut également influer sur la survenue des accidents : plus les écarts de vitesse entre les véhicules seraient importants, plus le risque d'accident le serait. L'institut Vias, anciennement Institut belge pour la Sécurité routière, cite ainsi dans l'une de ses publications une étude menée en Angleterre en 2000 montrant que « le taux d’accident augmente plus vite avec une hausse des vitesses sur les routes plus congestionnées, où la dispersion des vitesses est plus importante ».